# 辻冈义堂
辻岡義堂（日语：辻岡 義堂，1986年6月28日—），日本新闻主播、記者，生於神奈川縣藤澤市，2009年起於日本電視台任職至今。

## 經歷
- 畢業於藤澤市立片瀬小學、慶應義塾湘南藤澤中學。
- 大學就讀於慶應義塾大學綜合政策學部，主修開發經濟學·美國憲法史。2005年，大學一年級的他在該年度的“湘南海之女王·海之王子競選（日语：湘南海の女王・海の王子コンテスト）”中當選“海之王子”並擔任了一年的觀光親善大使。2007年，他參加“慶應先生競選（日语：ミスターキャンパス）”，成為六強之一。
- 2009年，以播音員身份入職日本電視台。
- 2011年9月，與大學時代的友人鷲尾春果（日语：鷲尾春果）結婚[1]，並於翌年2月11日舉行了婚禮。兩人現育有一女二子。
- 2014年，在Oricon“喜愛的男性播音員”網絡調查中位列第9名[2]。翌年，躍升至第3名。

## 事件

### 結緣冰墩墩
- 2022年冬季奧林匹克運動會期間，辻岡義堂以日本電視台記者身份前往中國進行冬奧相關新聞的採訪。他因為在與日本演播室的連線中展示自己所獲得的六枚冰墩墩（2022年冬奧吉祥物）徽章、介紹吉祥物時力推冰墩墩的擺件、大方表現自己對冰墩墩的喜愛而受到關注和獲得廣泛的報導。出於對冰墩墩的喜愛，他自稱“義墩墩”、購買了許多冰墩墩的相关商品、還將部分相关商品寄回了東京演播室，在中國大陸網絡中成為了熱門話題[3][4][5]。他由此成為了北京冬奧的名人，接受到了一些中國大陸媒體（如《環球時報》、CGTN等）的採訪，還被奧組委邀請拍攝了一條冬奧加油短片[6]。

## 脚注
1. ↑  . スポーツ報知. 2012-02-09  [2012-02-09]. （原始内容存档于2012-02-09）.
2. ↑  . ORICON NEWS.   [2022-02-09]. （原始内容存档于2022-02-06）.
3. ↑  . china.huanqiu.com.   [2022-02-21].
4. ↑  . m.gmw.cn.   [2022-02-21]. （原始内容存档于2022-02-21）.
5. ↑  .   [2022-02-09]. （原始内容存档于2022-02-04）.
6. ↑  .   [2022-02-09]. （原始内容存档于2022-02-09）.